# Шах и мат (телесериал)
«Шах и мат» (англ. Endgame) — канадский детективный телесериал, рассказывающий о вымышленном бывшем чемпионе мира по шахматам, который использует свои аналитические способности для раскрытия преступлений.
Сериал «Шах и мат» спродюсирован компанией «Thunderbird Films», транслировался канадским каналом Showcase Television (с 14 марта по 13 июня 2011 года). Всего был снят 1 сезон сериала, состоящий из 13 серий.

## Сюжет
Действие сериала происходит в отеле Хаксли в Ванкувере. Главный герой, бывший чемпион мира по шахматам из России, Аркадий Балаган, страдает агорафобией, из-за чего не может выйти из отеля. Он пытается зарабатывать, играя в шахматы за деньги, но на оплату самого дорого номера в отеле этого все-равно не хватает. Руководство регулярно пытается выселить эксцентричного русского, расхаживающего босиком по холлу и пьющего водку в баре. Когда Аркадия в очередной раз пытаются выселить, он берется за расследование преступления.
В расследованиях Аркадию Балагану помогают студент Сэм Бэшт, барменша Дэнни, горничная Алсина и иногда начальник охраны отеля Хьюго. Сэм выполняет все поручения, связанные с выходом за пределы отеля, за что получает возможность играть в шахматы с Аркадием. Дэнни — источник информации о постояльцах и персонале отеля, а Алсина дает хорошие советы и иногда помогает Сэму за пределами отеля, за что получает от Аркадия хорошие чаевые. Начальник охраны отеля Хьюго, бывший детектив полиции Ванкувера, завидует Аркадию Балагану, который раскрывает преступления лучше, чем это сделал бы сам Хьюго, поэтому он регулярно пытается выселить Аркадия из отеля.
В каждой серии Аркадий Балаган расследует новое дело, но в сериале есть также и сквозной сюжет, связанный с убийством невесты Аркадия Розмари. Розмари была застрелена перед входом в отель Хаксли за 4 месяца до событий сериала, что и спровоцировало развитие агорафобии у Аркадия. Преступников так и не нашли. Это расследование Аркадий Балаган ведет вместе с младшей сестрой погибшей невесты Пиппой.

## В ролях
| \| Актёр \| Роль \| \| --------------- \| -------------------------------- \| \| Шон Дойл \| Аркадий Балаган \| \| Торранс Кумбс \| Сэм Бэшт, помощник Аркадия \| \| Мелани Папалиа \| Пиппа, сестра невесты Аркадия \| \| Патрик Галлахер \| Хьюго, начальник охраны отеля \| \| Кэтрин Изабель \| Дэнни, бармен отеля \| \| Кармен Агирре \| Алсина, горничная \| \| Вина Суд \| Барбара Стилвелл, менеджер отеля \| |                                  |
| Актёр | Роль                             |
| Шон Дойл | Аркадий Балаган                  |
| Торранс Кумбс | Сэм Бэшт, помощник Аркадия       |
| Мелани Папалиа | Пиппа, сестра невесты Аркадия    |
| Патрик Галлахер | Хьюго, начальник охраны отеля    |
| Кэтрин Изабель | Дэнни, бармен отеля              |
| Кармен Агирре | Алсина, горничная                |
| Вина Суд | Барбара Стилвелл, менеджер отеля |

## Список серий
| Сезон | Сезон | Эпизоды | Дата выхода        | Дата выхода       |
| Сезон | Сезон | Эпизоды | Премьера сезона    | Финал сезона      |
| ----- | ----- | ------- | ------------------ | ----------------- |
|       | 1     | 13      | 14 марта 2011 года | 13 июня 2011 года |

## Эпизоды
| № серии | Название                    | Режиссёр       | Сценарист                          | Дата премьеры  | Зрители в Канаде |
| --- | --------------------------- | -------------- | ---------------------------------- | -------------- | ---------------- |
| 1 | «Opening Moves»             | Дэвид Фрэйзи   | Аврум Джейкобсон                   | 14 марта 2011  | 232,000          |
| Дэнни умоляет Балагана найти пропавшего мальчика. Пытаясь спасти ребенка, Балаган вербует Сэма и Алсину. |                             |                |                                    |                |                  |
| 2 | «Turkish Hold'em»           | Дэвид Фрэйзи   | Аврум Джейкобсон                   | 21 марта 2011  | 154,000          |
| Хьюго организовал в отеле игру в покер, участников которой ограбили. Хьюго приходится обратиться к Аркадию Балагану с просьбой вычислить грабителя.                                                                        |                             |                |                                    |                |                  |
| 3 | «The Caffeine Hit»          | Энн Вилер      | Джереми Боксен                     | 28 марта 2011  | 106,000          |
| Потерявший память мужчина нанимает Балагана, чтобы вспомнить свою жизнь. Параллельно Балаган и Пиппа начинают расследование убийства невесты Аркадия Розмари.                                                              |                             |                |                                    |                |                  |
| 4 | «The Other Side of Summer»  | Энн Вилер      | Сара Додд                          | 4 апреля 2011  | 179,000          |
| Пытаясь помочь бывшему коллеге-полицейскому, Хьюго просит Балагана расследовать старое дело о пропавшей девочке-подростке.                                                                                                 |                             |                |                                    |                |                  |
| 5 | «I Killed Her»              | Джеймс Хэд     | Аврум Джейкобсон                   | 11 апреля 2011 | —                |
| Во время проведения психиатрической конференции в бассейне отеля находят труп женщины. К Балагану обращается таинственный человек, предлагающий излечить его агорафобию и помочь раскрыть убийство.                        |                             |                |                                    |                |                  |
| 6 | «Fearful Symmetry»          | Дэвид Фрэйзи   | Стефен Кокрейн                     | 18 апреля 2011 | 75,000           |
| Балагана нанимает семья, машину которой взорвали. Их сын так напуган, что не может выйти из дома. Расследование отвлекает Аркадия от партии в шахматы с 16-летним действующим чемпионом мира.                              |                             |                |                                    |                |                  |
| 7 | «Gorillas in Our Midst»     | Тэлалей Рейчел | Кэтерин Коллинз и Аврум Джейкобсон | 25 апреля 2011 | 128,000          |
| Сэм влюбляется в китаянку-криптолога, остановившуюся в отеле, и втягивает Балагана в шпионскую игру. |                             |                |                                    |                |                  |
| 8 | «The White Queen»           | Шарль Бинаме   | Джереми Боксен                     | 2 мая 2011     | 103,000          |
| Владелица сети отелей Хаксли обращается к Балагану с просьбой найти ее сына, который исчез при таинственных обстоятельствах. Если Балаган не справится, его выселят из отеля.                                              |                             |                |                                    |                |                  |
| 9 | «Huxley, We Have a Problem» | Энн Вилер      | Грэм Мэнсон                        | 9 мая 2011     | 122,000          |
| В отель, где живет Балаган, приезжает его старый друг - космонавт. Друзья бурно празднуют воссоединение, а наутро друга обвиняют в убийстве.                                                                               |                             |                |                                    |                |                  |
| 10 | «Bless This Union»          | Дэвид Фрэйзи   | Кейт Майлз Мелвилл                 | 16 мая 2011    | 94,000           |
| Сейфы отеля ограблены во время индийской свадебной церемонии. Расстроенные новобрачные просят Балагана вернуть свадебные подарки, да он и так взялся бы за расследование, ведь грабитель украл обручальное кольцо Розмари. |                             |                |                                    |                |                  |
| 11 | «Mr. Black»                 | Дэвид Фрэйзи   | Джереми Боксен                     | 30 мая 2011    | —                |
| Мужчина оплатил игру с Балаганом через интернет. Скоро Балаган понимает, что играет против компьютера, а затем его оппонент ставит на кон жизнь заложников.                                                                |                             |                |                                    |                |                  |
| 12 | «Polar Opposites»           | Кари Скогланд  | Кэтерин Коллинз                    | 06 июня 2011   | —                |
| В отель въезжает рок-звезда, которая нанимает Балагана найти украденные 200 000 долларов. Загадка также включает в себя белого медведя и пропавшую бабушку бывшего мужа Дэнни.                                             |                             |                |                                    |                |                  |
| 13 | «Deadman Talking»           | Дэвид Фрэйзи   | Аврум Джейкобсон                   | 13 июня 2011   | —                |
| После того, как Балаган расследует убийство охранника отеля, сбывается его самый страшный кошмар. Конец сезона остается открытым.                                                                                          |                             |                |                                    |                |                  |

## Закрытие сериала
В начале июня 2011 года канал Showcase объявил, что не собирается продлевать сериал на второй сезон. В феврале 2012 года появилось сообщение, что Шон Дойл заключил контракт на возможное возвращение сериала. В июне 2012 года было объявлено, что продолжения сериала не будет.